# Maurice Sendak
Maurice Bernard Sendak (ur. 10 czerwca 1928 w Brooklynie, zm. 8 maja 2012 w Danbury) – amerykański pisarz, autor i ilustrator dziecięcej literatury. Najbardziej znany ze swojej książki Tam, gdzie żyją dzikie stwory, która została po raz pierwszy opublikowana w 1963 roku. Pochodził z rodziny żydowskich emigrantów z Polski.

## Twórczość
- Kenny’s Window (1956)
- Very Far Away (1957)
- The Sign on Rosie’s Door (1960)
- The Nutshell Library (1962)
- Alligators All Around (An Alphabet)
- Chicken Soup with Rice (A Book of Months)
- One Was Johnny (A Counting Book)
- Pierre (A Cautionary Tale)
- Tam, gdzie żyją dzikie stwory (1963)
- Let’s Be Enemies (1965)
- Higglety Pigglety Pop! or There Must Be More to Life (1967)
- In the Night Kitchen (1970)
- Ten Little Rabbits: A Counting Book with Mino the Magician (1970)
- Some Swell Pup or Are You Sure You Want a Dog? (1976)
- Seven Little Monsters (1977)
- Fantasy Sketches (1981)
- Outside Over There (1981)
- Caldecott and Co: Notes on Books and Pictures (1988)
- We Are All in the Dumps with Jack and Guy (1993)
- Maurice Sendak’s Christmas Mystery (1995)
- Mommy? (2006)
- Bumble-Ardy (2011)